# Pseudaugochlora simulata
Pseudaugochlora simulata är en biart som beskrevs av E. A. B. Almeida 2008. Pseudaugochlora simulata ingår i släktet Pseudaugochlora och familjen vägbin. Inga underarter finns listade i Catalogue of Life.